# Alinco
Alinco K.K. (jap. アルインコ株式会社, Aruinko Kabushiki kaisha, engl. Alinco Incorporated) ist ein japanischer börsennotierter Hersteller von Metallteilen, Bauzubehör, Funkgeräten und Fitnessgeräten.
Es wurde 1938 gegründet und hat seinen Sitz in Osaka.